# Robert Bunsen

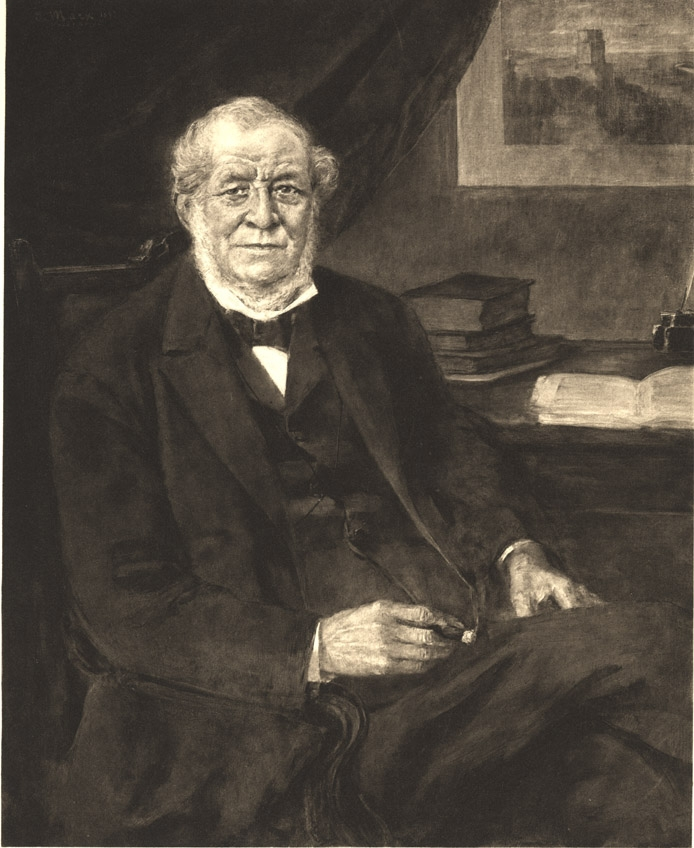
Robert Bunsen

Robert Wilhelm Eberhard Bunsen (ur. 30 lub 31 marca 1811 w Getyndze, zm. 16 sierpnia 1899 w Heidelbergu) – niemiecki fizyk i chemik, profesor we Wrocławiu i Heidelbergu. Laureat Medalu Copleya i Pour le Mérite za Naukę i Sztukę (1864).

## Życiorys
Urodził się w Getyndze, gdzie jego ojciec, profesor języków obcych, kierował biblioteką. Stopień doktora uzyskał w 1830 r. po dwóch latach studiów. Najpierw pracował w Kassel, następnie od 1839 w Marburgu na tamtejszym uniwersytecie. W Marburgu odkrył kakodyl oraz jego pochodne, między innymi cyjanek kakodylu, którego planowano użyć jako gazu bojowego. W Marburgu, w wypadku w laboratorium, Bunsen stracił wzrok w prawym oku. W 1852 objął katedrę chemii w Heidelbergu, którą zarządzał przez kolejnych 37 lat. W opuszczonym budynku klasztornym urządził bardzo dobrze wyposażone laboratorium. Mając 78 lat przeszedł na emeryturę i zajął się swoim hobby: geologią.
Nigdy nie był żonaty. Zwykł mawiać, że nie ma czasu na takie sprawy. Prawie cały czas spędzał w laboratorium oraz wykładając (co bardzo lubił). Swoje wykłady często ilustrował ciekawymi doświadczeniami. Od pracy ze żrącymi związkami miał tak zrogowaciałe palce, że mógł je wkładać w płomień palnika własnej konstrukcji. W ten sposób pokazywał studentom, w którym miejscu płomienia temperatura sięga 300 °C. Był znany z poczucia humoru, ale i roztargnienia.

## Osiągnięcia naukowe
Wraz z Gustavem Kirchhoffem, badając zachowanie się par soli w płomieniu, stworzyli podstawy analizy widmowej. Dzięki tej metodzie odkryli wspólnie cez i rubid. Osiągnęli to, analizując osad pozostały po odparowaniu 44 ton wody mineralnej. Jako jeden z pierwszych zsyntetyzował związki arsenoorganiczne (kakodyl i jego pochodne). Zajmował się również elektrolitycznym otrzymywaniem czystych metali, w tym chromu, magnezu, glinu, manganu, sodu, baru, wapnia i litu. Był autorem pierwszej monografii o analizie gazowej z 1857.
Największą jednak popularność zapewnił mu skonstruowany w jego laboratorium około 1850 palnik gazowy (znany obecnie jako „palnik Bunsena”). Palnik ten jest do dziś stosowany w laboratoriach, zwłaszcza do analiz jakościowych w chemii nieorganicznej, oraz w preparatyce laboratoryjnej. Używa się go również w budownictwie do lutowania rur miedzianych.
Skonstruował
- spektroskop – ?
- ogniwo cynkowo-węglowe – 1841
- fotometr – 1843
- laboratoryjny palnik gazowy – 1850
- kalorymetr lodowy – 1870.

Odkrył
- podstawy analizy widmowej
- cez (wraz z Kirchhoffem)
- rubid (wraz z Kirchhoffem)
- kakodyl – zsyntetyzowany jako jeden z pierwszych związków metaloorganicznych
- metody analizy gazów
- prawo Bunsena i Roscoe’a.